# Chilasa moerneri
Chilasa moerneri is een vlinder uit de familie van de pages (Papilionidae). De wetenschappelijke naam van de soort is voor het eerst geldig gepubliceerd in 1919 door Per Olof Christopher Aurivillius.